# Schlägelskopf
Der Schlägelskopf ist ein Naturdenkmal im Binger Stadtwald, nordwestlich von Weiler bei Bingen im Soonwald.
Es handelt sich um ein Flächendenkmal an der Kuppe des Schäglebergs in Form eines Riegels aus verwittertem Schichtgestein von ca. 270 m Breite und 150 m Tiefe, der von WNW nach OSO verläuft. Der höchste Punkt wird mit 432,2 m ü. NHN angegeben.
Da die Felsformation dicht mit Bäumen umstanden ist, die Kuppe jedoch nur mit Brombeergebüsch bewachsen ist, lassen sich ihre Form und Ausdehnung am besten aus der Luft erkennen, wie der Drohnenfilm zeigt.
Unterhalb des südöstlichen Endes der Formation tritt eine Quelle aus, der sog. „Schäglebrunnen“.
In der Nähe befinden sich weitere Sehenswürdigkeiten wie die Steckeschlääferklamm, das Morgenbachtal oder die Ausgrabung einer römischen Villa rustica im Binger Stadtwald.